# Cephalotes pilosus
Cephalotes pilosus é uma espécie de inseto do gênero Cephalotes, pertencente à família Formicidae.